# Елліль-нірарі
Елліль-нірарі — правитель Ассирії у другій половині XIV століття до н. е.

## Правління
Елліль-нірарі воював з вавилонським царем Курігальзу II, який принаймні двічі вторгався на територію Ассирії. Перша битва відбулась біля Кілізі (на дорозі з Ніневії в Ербіль), де, імовірно, Елліль-нірарі зазнав поразки. Друга битва відбулась при Сугагу (неподалік від Ашшура) й завершилась цілковитим розгромом вавилонських військ. В архівах Ніппура зберігся лист Елліля-нірарі до вавилонського царя, що свідчить про мирний період у їхніх стосунках.
Також він воював з васалом Хеттського царства, правителем Мітанні Шаттівазою. Він навіть дійшов до Каркемиша, що належав хеттам, і захопив те місто. У відповідь хеттський цар Мурсілі II на 9-му році свого правління був змушений здійснити похід до Сирії для повернення Каркеміша.